# 鈴木Suzulight

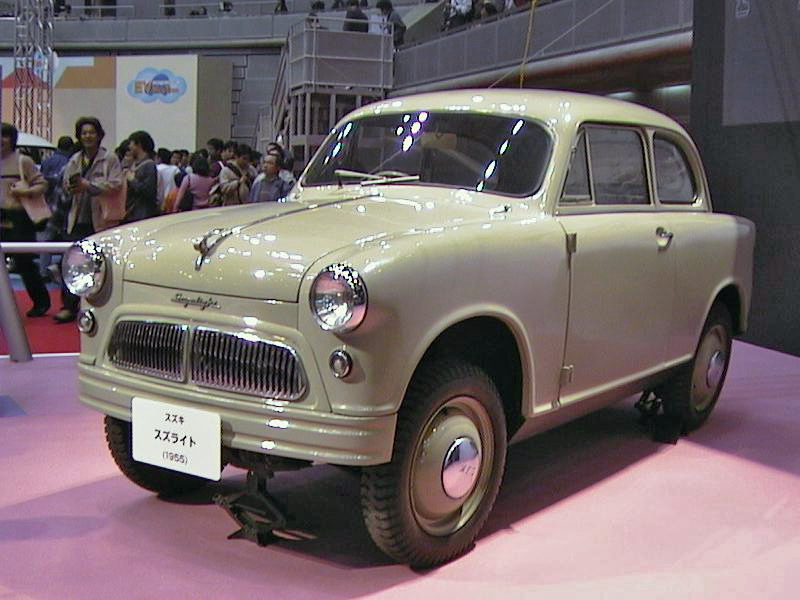
1956年鈴木Suzulight SF型

鈴木Suzulight（日语：スズキ・スズライト）乃是日本鈴木汽車工業（日语：鈴木自動車工業，鈴木公司前身）自1955年至1968年間開發生產的輕型車，此為該公司跨入汽車製造業的開業作，亦是日本車壇前輪驅動國產車的鼻祖。關於車名「Suzulight」，「Suzu」為「鈴」之日語發音，「light」即意為「光明」。2008年此車款獲選為日本汽車名人堂（日本自動車殿堂）歷史車款，同時主導開發者稻川誠一亦被選入名人堂。

## 歷史

### 第一代（1955年-1959年）

#### 開發始末

##### 日本車壇背景
1950年代由於日本人民的收入逐漸提高，生活型態也跟著改變，大家對於汽車的需求日漸增加。受到1954年第一屆全日本汽車展（後來改稱東京國際車展）盛大開幕，以及1955年日本通產省（現稱經濟產業省）提出「國民車」構想的刺激，當時許多日系車廠紛紛投入開發，但是價格不斐。譬如1955年上市、排氣量1.5L的豐田皇冠便要價約101萬日幣，相當於一個公司營業員的五年份薪水，所以汽車對平民百姓而言簡直遙不可及。
日本汽車工業史上第一輛輕型四輪乘用車當屬昭和27年（1952年）250c.c.的「Autosandal（（日語）オートサンダル）」，乃由名古屋的小車廠中野汽車工業（後改稱「日本自動拖鞋汽車」〔（日語）日本オートサンダル自動車〕）以手工打造而成，將三菱重工業的泛用型單汽缸引擎後置並以磨擦傳動（friction drive）方式驅動，可乘坐二人。1954年間共製造了2百輛，此後進行前輪驅動方式的開發，但由於沒有大量生產被視為停產，加上中野汽車工業是小公司，未留下詳細資料而情況不明。緊接著1953年橫濱市日本汽車工業（後改稱日本輕汽車〔（日語）日本軽自動車〕）推出後輪驅動的「NJ號」、1957年東京都三光製作所推出的「Teruyan〔（日語）テルヤン〕」、1957年東京都梁瀨汽車（今梁瀨公司）推出的「Yanase XY360」等車款，皆是一時之選。
再者，原汽車製造株式會社（日產汽車前身）設計師富谷龍一在大型紡織廠住江織物子公司住江製作所（住江工業前身）的支持下，於1954年推出「住江製作所Flyingfeather（（日語）フライング·フェザー）」，採350c.c. V型二缸後置引擎佈局，可乘坐二人。不過因外型簡樸、沒有前輪煞車系統等缺失，僅生產數十輛後便終止。1956年富谷替富士汽車開發出前二輪、後單輪的雙人座「富士Fujicabin」，配置125c.c.引擎，單體硬殼式結構車體以FRP打造，可惜因為馬力及操控安定性不足，落得僅生產85輛的慘境。

##### 從織布機到二輪車
木匠出身的鈴木道雄習得織布機的技術和知識後，憑藉其聰明才智與靈巧雙手設計出許多新型織機，並取得實用新型專利。1909年成立「鈴木式織機製作所」，業務持續成長，甚至出口到東南亞市場。1930年代為了多角化經營，曾於1936年取得奧斯汀7並製作數輛試作車。可惜太平洋戰爭戰火擴大，乘用車生產計劃被迫中止。戰爭結束後百廢待舉，1950年5月又因勞資爭議使得公司經營陷入困境。1951年道雄的贅婿鈴木俊三投入研究加裝引擎的自行車，1952年元月末完成排氣量30c.c.二行程引擎的「阿童木號（アトム号）」；同年4月完成最終型，排氣量提高至36c.c.，命名為「Power Free號（パワーフリー号）」。為了宣傳自家產品，同年7月12日從公司總部出發，翌日抵達東京。同年7月當局修改道路交通法規，搭載排氣量60c.c.以下之二行程引擎、90c.c.以下之四行程引擎之機動車輛免除試驗許可。據此該公司以Power Free號為藍本繼續投入開發，1953年3月推出「Diamond Free號（ダイヤモンドフリー号）」。由於受到相當歡迎，每個月產量達4千輛。接下來Diamond Free號陸續在幾個比賽中奪冠，打響其名號，使得該公司在二輪車市場站穩腳步。
道雄著眼於戰後日本國民對於四輪乘用車的需求，1954年6月1日遂將公司名稱改為「鈴木汽車公司（鈴木自動車株式会社）」。不過一開始俊三持反對意見，認為投入四輪乘用車的開發尚言之過早。懷著汽車製造夢想的道雄社長深知不能貿然投入巨大資金和人力，不一定由二輪車部門的技術人員主導四輪車開發，於是從別的部門遴選具有設計能力的技術人員。於是生產部門所屬、擁有織布機設計經驗的年輕技師中，只有稻川誠一等二人。1954年1月鈴木道雄指示成立「四輪研究室」，包括稻川誠一、鈴木弘、島賢司等3名沒有駕駛執照的成員。4月時又加入甫從靜岡大學畢業的内山久男、川島勇等二人，理由是他們在大學時代已取得駕照。由於彼時公司內部反對投入四輪車開發者眾多，道雄下令四輪研究室直接隸屬於社長，且命令另一贅婿鈴木三郎作為後援。鈴木三郎為該公司董事兼製造部部長，且曾在戰前與現任研究部部長丸山善九共同試作四輪乘用車。道雄為了實現汽車夢，對此六名職員相當呵護禮遇。

##### 進行開發
為了進一步研究，1954年2月起稻川等人向道雄社長要求陸續購入福斯金龜車、雷諾4CV、洛伊德LP400、雪鐵龍2CV等車款。1936年跟著鈴木三郎拆解研究奧斯汀7的資深職員此時也被派來支援四輪研究室，他們實際拆解達特桑的車輛後，指導四輪研究室的年輕成員。開發小組深知自身的技術秘訣不足，不得不先從仿造其他車款下手。且受限於鈴木織布機的製造設備與技術，能製作出的零件也是有限。假設採縱置式佈局的四衝程引擎，需要購入精密的工作母機，以便研磨凸輪軸、切削特殊齒輪等，以該公司當時的財力難以負荷。於是開發小組從前述4輛參考車款中逐一消去，留下洛伊德LP400，因為該車款搭載構造簡單的二衝程引擎，採取橫置式佈局就不需特殊齒輪之零件，符合鈴木現有設備的能力範圍。此外，1950年代初期的日本社會二輪車尚未全面普及，以四輪車來說，普羅大眾的需求以載貨商用為主。洛伊德LP400這款車的引擎排氣量、車身尺寸比較接近彼時的輕型車規制，前置前驅的佈局也可空出車尾空間作為載貨用途。於是綜合前述原因，開發成員決定以LP400為仿製藍本。
根據輕型車規制，二衝程引擎的排氣量上限是240c.c.，而洛伊德LP400採強制氣冷式直列二缸，故試作品按此製作。當時同級強制氣冷式引擎大多採離心多翼式送風機，但壓力小、效率差，無法做高強度運轉。洛伊德LP400則採用軸流式送風機，雖然噪音較大，但是高速運轉效率較佳，開發小組亦模仿此點。接著遇到的問題是汽缸本體：雖然鈴木對摩托車的單汽缸引擎十分嫻熟，但當時日本少有人鑄造過直列二缸二衝程引擎汽缸本體的經驗。求助於具有鑄造織布機零件的資深員工也無解，一直反覆失敗。後來請教戰後從三菱重工業拆解出來、位於名古屋市的中日本重工業，該公司精於製造大小引擎，鈴木自備木製鑄型才解決此問題。至於萬向接頭、傳動軸、不等速L型接頭等元件全部仿自LP400，為了加工和確保強度而煞費苦心。在懸吊系統方面，開發小組卻改成螺旋彈簧式，而非LP400的葉片彈簧式。另一方面，引擎採橫置的佈局時，差速器的齒輪相對來說比較單純。稻川誠一在鈴木公司有位熟人，以前曾在關東的機械廠任職，透過他的牽線購入中古齒輪切削加工機，以便製造該零件。至於車內電裝部品，則委託電裝公司生產。在此同時，道雄社長為了能順利通過監督單位的審查而上市，頻繁地上京拜訪運輸省。

##### 完成試作車
從著手仿製開發後莫約半年，1954年10月25日開發小組已完成2輛左駕試作車。車體由1936年跟著鈴木三郎拆解研究奧斯汀7的資深職員手工打造，外形設計酷似LP400，但尺寸則按照日本輕型車規制。至於引擎，同年6月1日公司名稱改為「鈴木汽車公司」後不久，試作的240c.c.引擎便已完成。雖然是慢慢從失敗中摸索改正的試作品，但LP400的排氣量是400c.c.，此具240c.c.的引擎出力能否拖動車身，技術人員也沒有把握。想不到1954年10月當局再度修改輕型車規制，二、四衝程引擎的排氣量上限自翌年4月起放寬至360c.c.，開發小組遂積極投入研究360c.c.排氣量的引擎。至於2輛左駕試作車也開始在濱松市周邊作道路測試，耐久度問題逐一浮現，開發小組也針對屢次故障的零組件做強化；1954年10月中旬已成功繞行濱名湖一圈。

##### 取得梁瀨汽車的肯定
強烈希望進軍汽車界的道雄社長，決心向當時已是進口車商之首的梁瀨汽車（今梁瀨公司）經營者梁瀨次郎請求試乘判定鈴木的試作車，遂提出試作車自濱松市出發前往東京拜訪梁瀨汽車的大膽舉措。1954年10月25日天未亮，鈴木道雄社長、鈴木三郎部長、稻川誠一與其餘5名開發小組成員等共8人，分乘2輛試作車、1輛福斯金龜車自濱松市道雄社長宅邸出發，車上剩餘空間也預備了維修工具、零件備品等。試作1號車由川島勇駕駛，2號車則是鈴木三郎負責。車隊沿著當時路況仍不佳的國道1號向東北方行駛，一路上沒有出現太大的麻煩，但是途經最大的難關——箱根的高山時卻發生意外。當1號車順利登上鞍部時，2號車卻因為引擎過熱而拋錨，開發小組一邊取下消音器時還一邊發出轟鳴聲。還好幾度休息降溫後，2號車總算登上山嶺。也因為這些意外，車隊抵達梁瀨汽車芝浦工廠時已經是夜間11點左右，但梁瀨次郎和其部屬仍出來迎接鈴木車隊。梁瀨親自檢查試作車，並且在芝浦工廠周圍實際駕駛路測，直到翌日凌晨。梁瀨雖然指出了不少需要改善的缺失，卻也說出善意的評價鼓勵道雄社長和開發成員。

##### 終於面世
1955年4月完成試作3號車，換上鈴木新開發的360c.c.直列二缸二衝程引擎，經過反覆的長距離路測，著實解決零件耐久性問題。更甚者，開發小組衍生出輕型貨車和皮卡貨車兩種車體型式，駕駛座也換到右邊。就這樣同年7月鈴木汽車正式向當時的名古屋陸運局提出申請，7月20日自運輸省取得轎車、輕型貨車、皮卡貨車等三種型式認定，認定證號為第23號。1955年10月Suzulight正式面世，如此終於一償道雄社長之宿願。
值得一提的是，該車款的第一位車主是在靜岡縣御前崎市開業執醫的女性醫師。原來當時跟二輪車的駕駛執照比起來，輕型車的更容易取得。至於普通汽車則必須花時間上駕駛訓練課程，一般開業醫師根本無暇上課，於是該女醫便購入Suzulight以便代步四處診療。
1955年 - 10月正式問世，區分成三種車型：
- SS（轎車）：當時售價42萬日圓，僅出售43部[9]
- SL（輕型貨車）：當時售價39萬日圓
- SP（皮卡貨車）：當時售價37萬日圓

四輪懸吊系統採雙A臂懸吊設計，輪胎則採4.00-16 4PR外胎。值得注意的是，車上裝有一個加熱器，熱能來源為引擎和方向機。因應當時市場對於商用車的需求量大，同年11月推出SD（載貨廂型車）車型。
1956年 - 4月擴大引擎缸徑使得排氣量達360.88c.c.，最大馬力也變成18ps / 4,000rpm。考慮到當時日本的道路狀況不佳，同年7月懸吊系統改成橫置葉片彈簧式。同年11月輪胎也改小，變成4.50-14 4PR輪胎。
1957年 - 因為許多車型的銷售狀況不佳，5月起僅保留SL輕型貨車車型，其餘車型廢除。

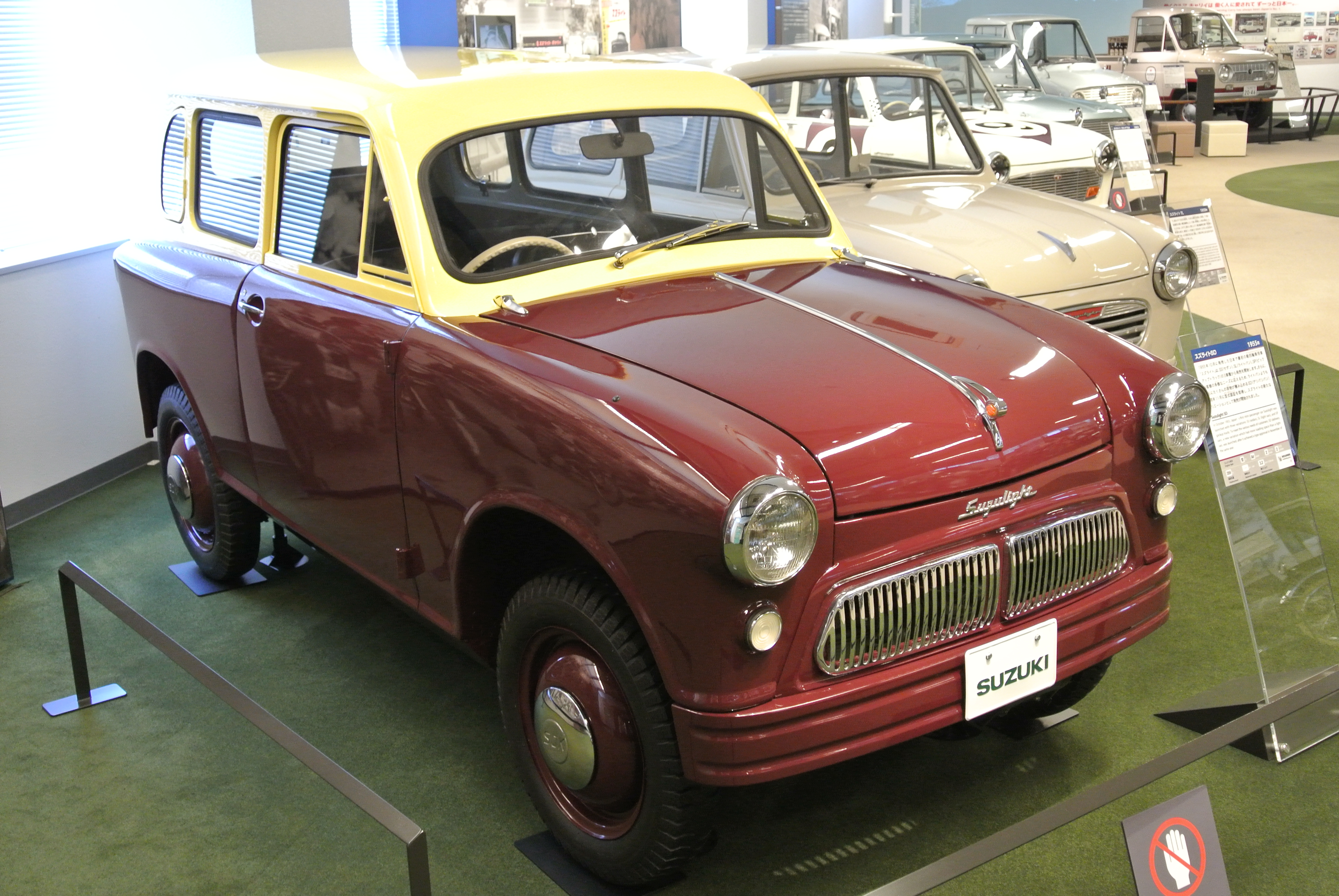
SD車型
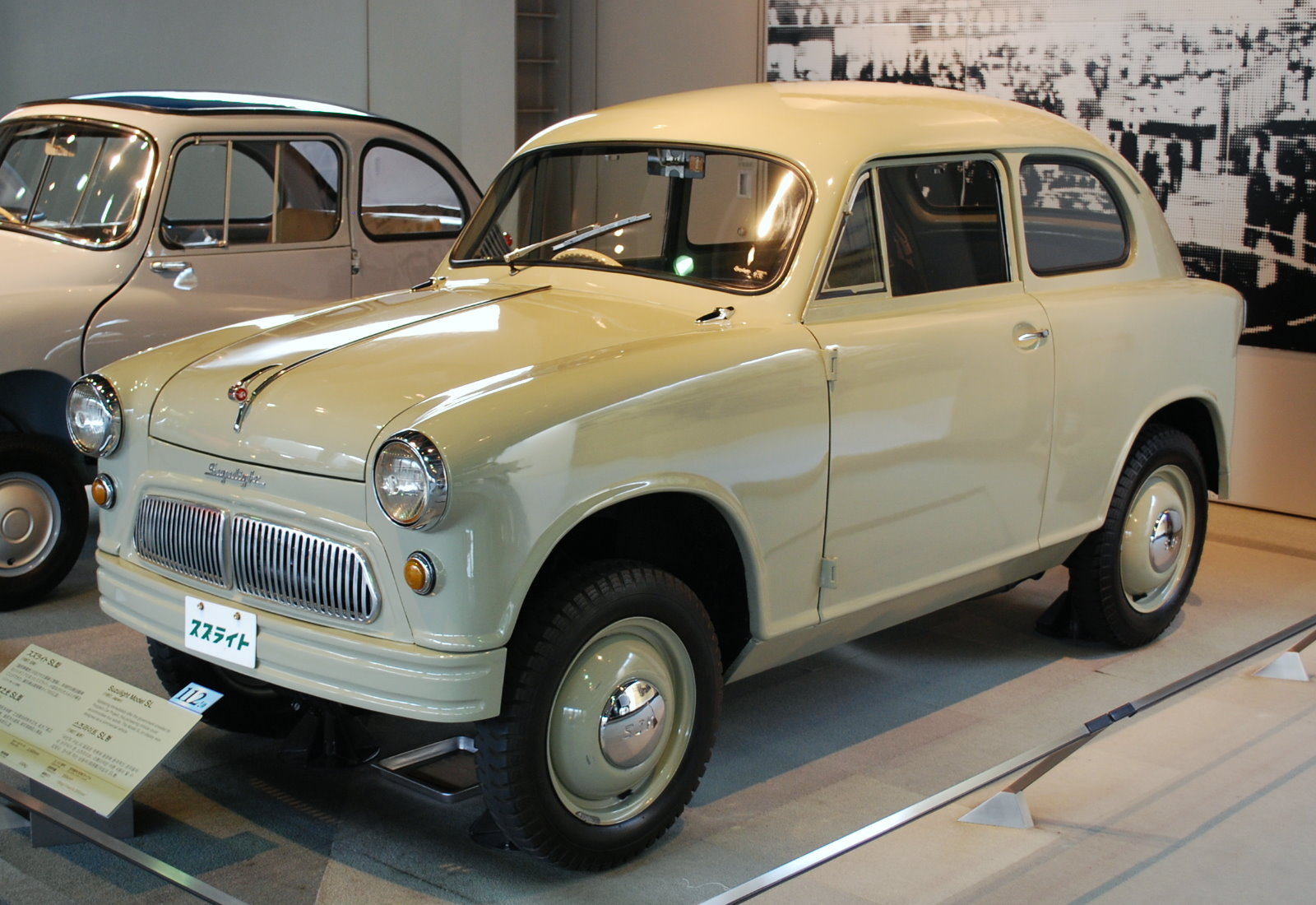
SL車型

### 第二代（1959年-1968年）
1959年 - 7月發售新車型「Suzulight TL」，刻意設定成商用車以節省貨物稅，增加產品競爭力。變更進氣壩造型，車身也修飾得更圓潤有型。車高降低20mm，改成固定式的後座使得載貨空間比前一代多出50%。變速箱同樣維持三速手排之設定，但360c.c.直列二缸氣冷式二衝程TL型引擎經變更壓縮比後，最大馬力增至21ps / 5,500rpm。此一車款推出後大受歡迎，原本1959年12月設定的目標銷售量是每個月200部，想不到1960年整年竟售出5,824輛。
1960年 - 部份改良，新增雙雨刷及車首後視鏡，追加後座三角窗。
1961年 - 變速系統改為協調齒合變速箱（synchromesh transmission）。同年舉辦的第8屆東京車展上，原廠展示一輛「Suzulight Sports」概念車，驅動方式改成後置後驅，後來1967年量產化成第二代鈴木Fronte。
1962年 - 3月部份改良，前擋玻璃從平面式改成曲面式。同時發售乘用車版「Suzulight Fronte TLA」，頭一年上市便出售2,565輛。
1963年 - 3月廂型車和乘用車皆換裝新開發的359c.c.直列二缸氣冷式二衝程FE型引擎，最大的改良在於鈴木開發的SELMIX分離潤滑技術（セルミックス），最大馬力21ps / 5,000rpm，故乘用車稱之為「Suzulight Fronte FEA」。
1967年 - 3月乘用車「鈴木Suzulight Fronte FEA-Ⅱ」停產。

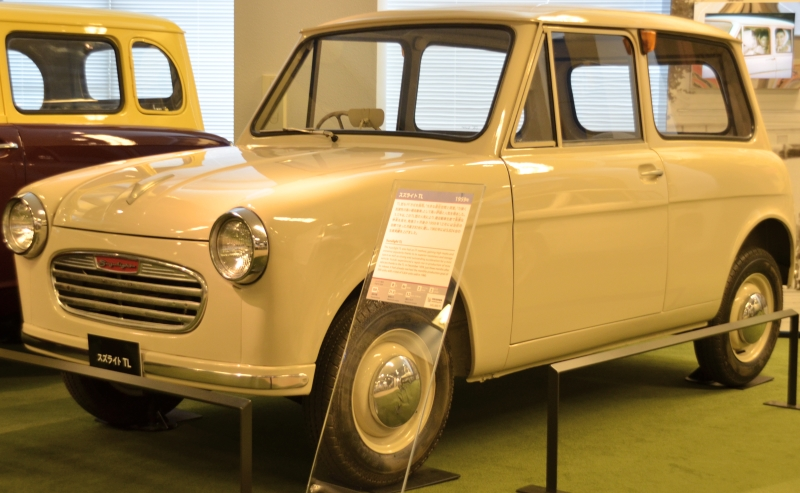

1968年 - 12月廂型車正式停產。

#### 後續發展
1990年代鈴木公司所推出的復古懷舊車款，諸如鈴木Cervo C等，其車名銘牌皆學習Suzulight以書寫體方式復刻。另外，2002年發售的第一代鈴木Alto Lapin之外形設計亦是仿效Suzulight TL的神韻而成。

## 外部連結
- （日語）日本の自動車技術240選：スズキ・スズライトSS
- （日語）スズライトＴＬ （页面存档备份，存于）